# Pionosyllis ehlersiaeformis
Pionosyllis ehlersiaeformis är en ringmaskart som beskrevs av Augener 1913. Pionosyllis ehlersiaeformis ingår i släktet Pionosyllis och familjen Syllidae.
Artens utbredningsområde är havet kring Nya Zeeland. Inga underarter finns listade i Catalogue of Life.